# 小行星25606
小行星25606（25606 Chiangshenghao）是一颗绕太阳运转的小行星，为主小行星带小行星。该小行星于2000年1月20日发现。
該小行星以獲得2009年英特爾國際科技展覽會二等獎的江盛浩命名。

## 轨道参数
小行星25606的轨道半长轴为349 277 433 km，2.3347422 UA，离心率为0.088。